# Biblioteca Națională și Universitară „Sfântul Kliment din Ohrid”
Biblioteca Națională și Universitară „Sfântul Kliment din Ohrid”, situată în Skopje, Macedonia este biblioteca națională  a Macedoniei, fondată pe 23 noiembrie 1944. 
Fondul inițial al Bibliotecii Naționale și Universitare "Sf. Kliment Ohridski" reprezintă 150.000 de unități de bibliotecă, în special manuale universitare și publicații științifice în domeniul științelor umaniste și sociale: literatură, etnologie, geografie, istorie etc., titluri din literatura de referință (enciclopedii, dicționare, bibliografii) și aproximativ 300 de titluri periodice. 
În afară de funcția sa de bază ca sediu al bibliotecii naționale și centrale a Republicii Macedonia, cu întemeierea Universității Chiril și Metodie din Skopje, biblioteca a primit și funcția de bibliotecă universitară, sancționată prin Legea bibliotecilor  din 1960.

## Istoric
A fost una dintre primele instituții fondate din decizia Adunării Anti-fasciste a Eliberării Naționale a Macedoniei (ASNOM) pe 23 noiembrie 1944. 
Patronul său, Sfântul Clement din Ohrid] (840-916), a înființat prima bibliotecă monahală din Ohrid, în mănăstirea Sf. Panteleimon, și este considerat fondatorul biblioteconomie în aceste părți. Numeroase biblioteci monastice medievale din Macedonia au continuat tradiția bibliotecii pe teritoriul Macedoniei.
În 1945, prin hotărârea ASNOM, NUL a început să primească o copie a tuturor articolelor publicate în Macedonia și, de asemenea, în fosta Iugoslavie. În felul acesta a devenit biblioteca depozitară oficială a fostei Republici Populare a Macedoniei și una dintre cele opt biblioteci depozitare iugoslave. 
Inundațiile din 1962 și cutremurul din Skopie 1963 au întrerupt brusc dezvoltarea bibliotecii. Clădirea bibliotecii a fost aproape complet distrusă, iar fondul, care la acea dată număra aproximativ 500.000 de unități, a fost în mare măsură distrus. La începutul anului 1964, fondul a fost mutat și adăpostit într-o clădire prefabricată la comandă, în care Biblioteca a funcționat până când sa mutat în clădirea nouă și modernă în 1972.
Din 1991, după independența Republicii Macedonia, Biblioteca a devenit depozitară pentru producția de publicații macedonene.

## Departamente
De-a lungul timpului au fost create următoarele departamente:
- Centrul Bibliografic (1949), ca unitate responsabilă de producerea bibliografiei naționale macedonene,
- Sediul Bibliotecii și Dezvoltarea Bibliotecarilor (1954),
- Laboratorul de microfilm (1966);
- Laboratorul de conservare și restaurare (1970).
- Centrul de Referințe (1976), care ulterior a lansat activități inițiale legate de automatizarea proceselor de bibliotecă.

## Colecții speciale
Colecții speciale au fost înființate treptat. Acestea includ: materiale tipărite vechi și cărți rare, manuscrise vechi slavone, manuscrise orientale, arte plastice, materiale cartografice, arhive, teze de doctorat și masterat etc.

## Afilieri
Cooperarea internațională a Bibliotecii Naționale și Universitare este foarte activă și bogată. Biblioteca este membră a mai multor asociații și organisme internaționale printre care: Federația Internațională a Asociațiilor și Instituțiilor de Biblioteci (IFLA), CENL, LIBER, EBLIDA, ISBN, ISMN. În acest sens, Centrul Național pentru ISSN și Agenția Națională pentru ISBN, Agenția Internațională pentru ISMN, precum și E-CRIS care compilează și actualizează datele privind organizațiile de cercetare, proiecte și cercetători din Republica Macedonia, funcționează în cadrul Bibliotecii. Biblioteca este partener al Bibliotecii Europene.  și al Bibliotecii digitale mondiale. 
La începutul anului 2008 a început construirea clădirii noi și moderne ca o extensie a celei vechi prin care biblioteca a primit încă 3000 de metri pătrați. Noua clădire găzduiește Colecțiile speciale, Biblioteca virtuală a Macedoniei și Centrul de Digitizare. Noua clădire a fost deschisă oficial pe 24 mai 2009.

## Recunoaștere
Pentru a contribui la dezvoltarea socială științifică, culturală și generală a Macedoniei, Biblioteca a primit următoarele premii și recunoașteri: Ordinul de merit al persoanelor cu argint (1972); Premiul "11 octombrie" ca cea mai înaltă recunoaștere socială pentru realizările semnificative în domeniul științei în SRM (1975); Carta culturală (1984); Premiul "Kliment Ohridski" (1984 și 1994).

## Legături externe
- National and University Library "St. Kliment of Ohrid" – website
- Digital Library of Macedonia
- Online Public Access Catalog Arhivat în 24 iulie 2019, la Wayback Machine.
- Old Slavic Manuscripts from Macedonia
- Macedonian eLibraries